# Sauvagesia pulchella
Sauvagesia pulchella là một loài thực vật có hoa trong họ Ochnaceae. Loài này được Planch. miêu tả khoa học đầu tiên năm 1852.